# Claude-Adrien Helvétius
Claude-Adrien Helvétius (París, 26 de febrer del 1715 − Versalles, 26 de desembre del 1771) va ser un filòsof francès. Per Helvétius, els homes busquen, per necessitat, la satisfacció dels seus propis interessos egoistes. El bé és llavors el que suposa útil per a satisfer-los; però hi ha el problema d'equilibrar els diferents interessos personals amb l'interès general, moltes vegades enfrontats per legislacions defectuoses. Es tracta llavors d'assolir el major bé per al major nombre. Això s'aconsegueix amb lleis apropiades, ja que Helvétius sosté que «els vicis d'un poble estan sempre amagats en el fons de la seva legislació». És lícit i cal controlar i educar aquest interès individual, en tant que és una cosa externa, en benefici d'un altre tipus d'interès, l'interès general. Determinar el bo per a tots i cadascú correspon al legislador, a càrrec del qual està, en conseqüència, establir la moralitat o immoralitat dels interessos i de les accions. En altres paraules, la seva tasca consisteix a obligar a cada home, utilitzant el sentiment d'amor a si mateix, és a dir, el seu egoisme, a ser just amb els altres per aconseguir el perfecte equilibri social. Això s'aconsegueix sobretot amb lleis capaces de fer feliços als ciutadans procurant el major nombre possible de plaers compatibles amb el bé públic. Per això Helvétius és considerat un dels precursors d'una de les tendències que influirà decididament no només en el pensament jurídic-polític d'aquest moment, sinó en concepcions posteriors com l'utilitarisme.
Ell va viure alternativament en la seva residència a Château De Vore (Collines des Perches, Loir-et-Cher) o del seu apartament parisenc de la rue Sainte-Anne.

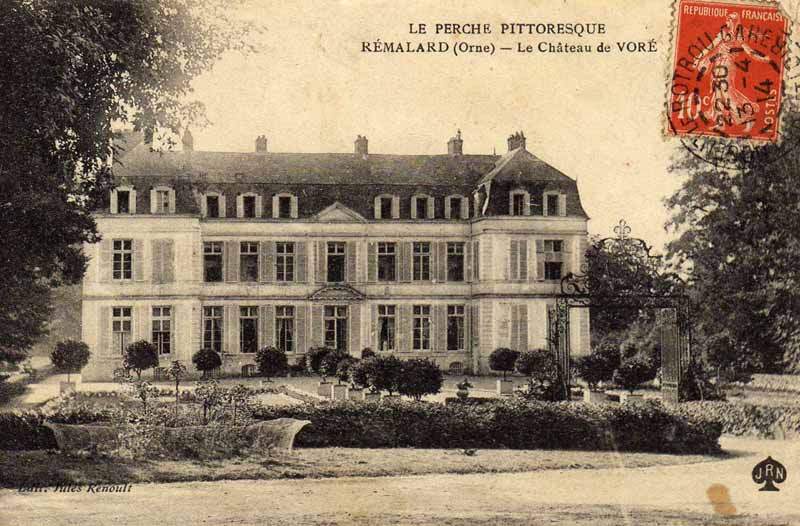
Château de Voré (Collines des Perches, Loir-et-Cher)

Va ser l'espòs d'Anne-Catherine de Ligniville (1722—1800).

## Obres
- «De l'Esprit» (Sobre el espíritu, 1758)
- «De l'Homme, de ses facultés et de son éducation» (1772)
- «Le vrai sens du système de la Nature» (1774)
- «Les progrès de la raison dans la recherche du vrai» (1775)